# Native Dancer
Native Dancer è un album di Wayne Shorter con Milton Nascimento, pubblicato dalla Columbia Records nel 1975. Il disco fu registrato il 12 settembre 1974 al "The Village Recorder" di Los Angeles (California).

## Tracce
Lato A
1. Ponta de areia – 5:17 (Milton Nascimento)
2. Beauty and the Beast – 5:07 (Wayne Shorter)
3. Tarde – 5:51 (Fernando Brandt, Milton Nascimento)
4. Miracle of the Fishes – 4:46 (Fernando Brandt, Milton Nascimento)

Lato B
1. Diana – 2:59 (Wayne Shorter)
2. From the Lonely Afternoons – 3:13 (Fernando Brandt, Milton Nascimento)
3. Ana Maria – 5:10 (Wayne Shorter)
4. Lilia – 7:01 (Milton Nascimento)
5. Joanna's Theme – 4:19 (Herbie Hancock)

## Musicisti
- Wayne Shorter  - sassofono soprano (brani A1, A2, A4, B4 & B5), sassofono tenore (brani A3, A4, B1, B2 & B3), pianoforte (brani B1, B2 & B3), pianoforte elettrico (brano B4)
- Milton Nascimento - chitarra acustica (brani A3, A4, B2 & B4), voce (brani A1, A3, A4, B2 & B4)
- Herbie Hancock - pianoforte (brani A1, A2, B3 & B5), pianoforte elettrico (brano A3)
- Wagner Tiso - pianoforte elettrico (brani A1, A2, A4, B2 & B5), organo (brani A1, A3, A4 & B3), basso (brano B4)
- Jay Graydon - chitarra (brano A1), basso (brano A2)
- David Amaro - chitarra acustica (brani A4, B2, B3 & B5)
- Dave McDaniel - basso (brani A1, A3, A4, B1, B2, B3 & B5)
- Roberto Silva - batteria (tranne brani B1 & B5), percussioni (brani B1 & B5)
- Airto Moreira - percussioni (brani A2, A4, B1, B3 & B4)